# Der Teckbote
Der Teckbote est un journal quotidien allemand local diffusé dans l'arrondissement d'Esslingen, Land de Bade-Wurtemberg.

## Histoire
Le journal est fondé en 1832. Il paraît initialement comme un hebdomadaire publicitaire sous le titre Wochenblatt für der Oberamtskreis Kirchheim unter Teck. À partir de 1869, le journal paraît comme un quotidien et se concentre désormais sur la vie politique et culturelle de l'Oberamt souabe de Kirchheim unter Teck. Après la Seconde Guerre mondiale et l'interdiction du journal, celui-ci paraît à nouveau qu'en 1949 sous le nom de Teck-Rundschau.
Depuis 1968, la couverture du Teckbote des informations nationales est obtenue auprès de Südwest Presse à Ulm.